# Josef Schleinkofer
Josef Schleinkofer (ur. 19 marca 1910 w Monachium, zm. w 1984) – niemiecki bokser, wicemistrz olimpijski.

## Kariera sportowa
Srebrny medalista letnich igrzysk olimpijskich w 1932 w Los Angeles w kategorii piórkowej.
Dwukrotny mistrz Niemiec w 1931 i 1932 roku w wadze piórkowej.
W latach 1935–1937 stoczył 15 walk zawodowych. Jego bilans to 9 zwycięstw, 2 remisy 4 porażki.